# Jeffrey Hoffstein
Jeffrey Ezra Hoffstein (* 1953 in New York City) ist ein US-amerikanischer Mathematiker, der sich mit analytischer Zahlentheorie und automorphen Formen befasst.

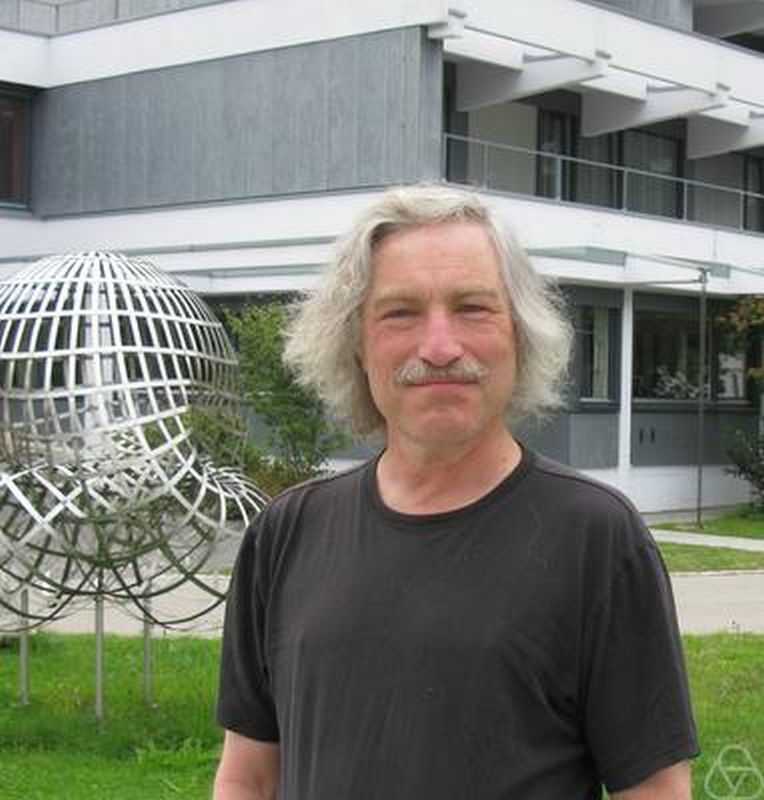
Jeffrey Hoffstein, Oberwolfach 2011

Hoffstein studierte an der Cornell University (Bachelor-Abschluss 1974) und wurde 1978 am Massachusetts Institute of Technology bei Harold Stark promoviert (Class numbers of totally complex quadratic extensions of totally real fields). Als Post-Doktorand war er am Institute for Advanced Study und an der University of Cambridge. Von 1980 bis 1982 war er J. D. Tamarkin Assistant Professor an der Brown University, wurde 1982 Assistant Professor und später Associate Professor an der University of Rochester und ist seit 1989 Professor an der Brown University.
Er untersucht L-Reihen zu automorphen Formen über GL(n) und Zahlkörpern mit analytischen und algebraischen Methoden. Unter anderem entwickelte er dazu die Technik vielfacher Dirichlet-Reihen. Er war mehrfach Gastwissenschaftler am Institute for Advanced Study (1978/79, 1985, 1986/87) und am MSRI, wo er 1994/95 ein Jahr lang spezielle Tagungsreihen für automorphe Funktionen leitete, an der Universität Göttingen (1996) und an der University of Texas at Austin (Gastprofessor 1984).
Mit Jill Pipher und Joseph Silverman entwickelte er ein Public-Key-Kryptoverfahren (NTRUEncrypt), das er als Mitgründer von NTRU Cryptosystems (1996) auch vermarktet. Mit Pipher, Silverman und seinem Doktoranden Daniel Lieman gründete er dazu 1996 eine Firma.
1984 war er Fulbright Fellow.

## Schriften
- Some Analytic Bounds for Zeta Functions and Class Numbers. In: Inventiones Mathematicae. Band 55, 1979, S. 37–47.
- mit Dorian Goldfeld: Eisenstein series of {\displaystyle {\frac {1}{2}}}-integral weight and the mean value of real Dirichlet {\displaystyle L}-series. In: Inventiones Mathematicae. Band 80, 1985, S. 185–208.
- mit Daniel Bump: Cubic metaplectic forms on {\displaystyle GL(3)}. In: Inventiones Mathematicae. Band 84, 1986, S. 481–505.
- mit Daniel Bump, Solomon Friedberg: Eisenstein series on the metaplectic group and non vanishing theorems for automorphic {\displaystyle L}-functions and their derivatives. In: Annals of Mathematics. Band 131, Nr. 1, 1990, S. 53–127, doi:10.2307/1971508.
- mit Daniel Bump, Solomon Friedberg: Nonvanishing theorems for {\displaystyle L}-functions of modular forms and their derivatives. In: Inventiones Mathematicae. Band 102, 1990, S. 543–618.
- mit Paul Lockhart: Coefficients of Maass forms and the Siegel zero. In: Annals of Mathematics. Band 140, Nr. 1, 1994, S. 161–181 doi:10.2307/2118543.
- mit Solomon Friedberg: Nonvanishing theorems for automorphic {\displaystyle L}-functions on {\displaystyle GL(2)}. In: Annals of Mathematics. Band 142, Nr. 2, 1995, S. 385–423, doi:10.2307/2118638.
- mit Daniel Bump, Solomon Friedberg: On some applications of automorphic forms to number theory. In: Bulletin of the American Mathematical Society. Band 33, Nr. 2, 1996, S. 157–175, doi:10.1090/S0273-0979-96-00654-4.
- mit Daniel Bump, David Ginzburg: The symmetric cube. In: Inventiones Mathematicae. Band 125, 1996, S. 413–449, doi:10.1007/s002220050082.
- mit Jill Pipher, Joseph H. Silverman: An Introduction to Mathematical Cryptography (= Undergraduate Texts in Mathematics.). Springer, New York NY u. a. 2008, ISBN 978-0-387-77993-5.